# George Brigars Williams
George Brigars Williams (Sekondi, 8 de janeiro de 1929 – Acra, 1 de agosto de 2016) foi um ator ganês.

## Biografia
Williams cursou faculdade Adisadel em Cape Coast, Gana de 1941 a 1945 no ensino secundário, Colégio Nelson de 1948 a 1950 e Colégio do Comércio Balham e Tooting no Reino Unido de 1950 a 1952 depois de estudar atuação no Centro de Estágio Artesanato em Londres.
Além de sua carreira de ator no Gana, Williams também se apresentou no Sul de Julian Green em Theatre Arts de Londres. Williams se juntou ao ballet musical Carribean Heatwave no Little Theatre, em Jersey e fez uma série de programas no Serviço Oeste Africano BBC e fez várias gravações com grandes músicos de jazz na Inglaterra, como FASTSHIPPING Cline, Mike Makenzie, Shake Kean e Joe Harriot. Atuou em filmes, incluindo: Last Hope, Genesis Chapter X, Black Sunday, Dirty Deal, Friday At 4:30, Justice, The Young And The Old, Bloody Mary, My Sister's Honor, bem como no premiado Soup Opera de Gana, "Ultimate Paradise" Ele também foi professor de atuação na escola de cinema de Acra (AFS), um instituto privado de formação de televisão e cinema com sede em Acra.

## Morte
Williams morreu em 1 de agosto de 2016, no Hospital Universitário Korle-Bu em Acra.